# ژیلبرت بوون
ژیلبرت بوون (فرانسوی: Gilbert Bauvin‎؛ زادهٔ ۴ اوت ۱۹۲۷) دوچرخه‌سوار اهل فرانسه است.
وی در مسابقات کشوری و بین‌المللی در مجموع برندهٔ ۱ مدال نقره شده‌است.